# Bacillus infernus
Espèce
Bacillus infernus est une bactérie thermophile strictement anaérobie à Gram positif du genre Bacillus. On la trouve profondément enfouie dans le sol. Elle a été isolée pour la première fois en Virginie dans le bassin de Taylorsville (en) à une profondeur d'environ 2 700 m, où elle a été décrite comme des bâtonnets halotolérants et légèrement alkaphiles croissant à 61 °C sous une concentration de cations Na+ pouvant atteindre 0,6 mol·L-1 et un pH de 7,3 à 7,8.